# Il coniglio chiromante
Il coniglio chiromante  (Bowery Bugs) è un film del 1949 diretto da Arthur Davis. È un cortometraggio d'animazione della serie Merrie Melodies, uscito negli Stati Uniti il 4 giugno 1949. Si tratta dell'unico cartone animato con protagonista Bugs Bunny diretto da Davis.

## Trama
Bugs è alla base del ponte di Brooklyn davanti a una placca commemorativa su un certo Steve Brody che nel luglio 1886 si è gettato dal ponte, e racconta a un vecchio una storia su come e perché ciò sia successo.
Dopo una serie di perdite al gioco, Brody si convince di aver bisogno di un portafortuna, così si reca a Flatbush a cercare una zampa di coniglio e trova la casa di Bugs. Brody, con un coltello in mano, tira fuori Bugs dalla sua tana ma lui gli spiega che le zampe di coniglio non portano fortuna e lo indirizza dallo "swami Coniglima". Lo swami (Bugs travestito) gli dice che incontrerà un uomo che indossa un garofano, il quale dovrà diventare la sua mascotte. Tuttavia l'uomo, che è sempre Bugs travestito, non porta a Brody alcuna fortuna, così l'uomo torna da Coniglima che gli dice che è fortunato in amore. La prima "signora" con cui flirta (anche questa Bugs travestito) chiama però la polizia accusandolo di molestie, e Brody torna minaccioso dallo swami che gli indica un indirizzo dove potrà "trovare un po' di grana". Brody arriva in un panificio e tenta di rapinarlo, ma il proprietario (sempre Bugs travestito) lo trasforma in una torta. Dopo aver scoperto che il fornaio è Bugs, Brody ripercorre i suoi passi smascherando i precedenti travestimenti di Bugs, portandolo a credere che tutti siano conigli incluso lui stesso. Si mette quindi a saltellare fino sul ponte di Brooklyn gridando "Che succede, amico?", finché non si getta dal ponte dopo aver chiesto aiuto a un poliziotto che è sempre Bugs.
Bugs conclude così la sua storia convincendo il vecchio, che gli porge dei soldi (un riferimento a George C. Parker, un truffatore che spesso "vendeva" il ponte di Brooklyn a ingenui turisti e immigrati).

## Produzione
Il cortometraggio si ispira al personaggio reale di Steve Brodie, un giocatore d'azzardo professionista originario della Bowery che, dopo essersi indebitato, decise di ripetere l'impresa di Robert Emmet Odlum saltando dal ponte di Brooklyn il 23 luglio 1886. Ci furono resoconti di testimoni oculari e ampi servizi giornalistici, ma il suo salto è ancora in dubbio. La teoria prevalente tra gli storici è che al suo posto sia caduto un manichino a grandezza naturale.
Sebbene Bill Scott sia accreditato come co-sceneggiatore, egli ha sempre affermato di non aver mai lavorato a un film con Bugs Bunny.

## Distribuzione

### Edizione italiana
La prima edizione italiana del film fu trasmessa direttamente in televisione negli anni ottanta; il doppiaggio fu eseguito dalla Effe Elle Due e diretto da Franco Latini su dialoghi di Maria Pinto. In questa edizione lo swami impersonato da Bugs è chiamato col suo nome originale Rabbitima; inoltre Brody, quando impazzisce, dice "Che succede, amico?" con la voce di Bugs. Per la pubblicazione in DVD nel 2006, il corto fu ridoppiato dalla Time Out Cin.ca sotto la direzione di Massimo Giuliani, su dialoghi di Tiziana Lattuca.

### Edizioni home video

#### VHS
America del Nord
- Looney Tunes: The Collector's Edition - All-Stars (novembre 1999)

#### DVD
Il corto fu pubblicato in DVD-Video in America del Nord nel primo disco della raccolta Looney Tunes Golden Collection: Volume 3 (intitolato Bugs Bunny Classics) distribuita il 25 ottobre 2005, dove è visibile anche con un commento audio di Michael Barrier. In Italia fu invece inserito nel DVD Bugs Bunny: Volume 3 della collana Looney Tunes Collection, uscito il 18 maggio 2006.